# Tina Wiseman
Tina Leiu Wiseman (Honolulu, 26 settembre 1965 – Freeport, 20 febbraio 2005) è stata un'attrice e cantante statunitense.
Dopo aver recitato in numerosi spot pubblicitari, nella seconda metà degli anni Novanta aveva esordito al cinema. Il ruolo che tuttavia le diede maggiore notorietà fu quello di Jenny, la protagonista della seconda stagione della serie TV Hotel Erotica.
Tra 2003 e 2004 aveva pubblicato alcuni singoli di musica dance, brani utilizzati nel film Hey DJ da lei interpretato assieme al compagno Jon Jacobs, che ne era anche co-regista.
Morì alle Bahamas a 39 anni, per le complicanze di un'influenza contratta a fine 2003 e poi divenuta miocardite.

## Filmografia

### Cinema
- Kickboxing Academy, regia di Richard Gabai (1997)
- The Devil & the Angel, regia di Max Myers (1997)
- Miami, regia di Migel Delgado (1997)
- Dark Confessions, regia di Lloyd A. Simandl (1998)
- Hell Mountain, regia di Mike Rohl (1998)
- Hey DJ, regia di Migel Delgado e Jon Jacobs (2003)

### Televisione
- Hotel Erotica - serie TV, 14 episodi (2002-2003)